# Corynorhynchus seriatus
Corynorhynchus seriatus is een rechtvleugelig insect uit de familie Proscopiidae. De wetenschappelijke naam van deze soort is voor het eerst geldig gepubliceerd in 1979 door Piza.